# UROVESA

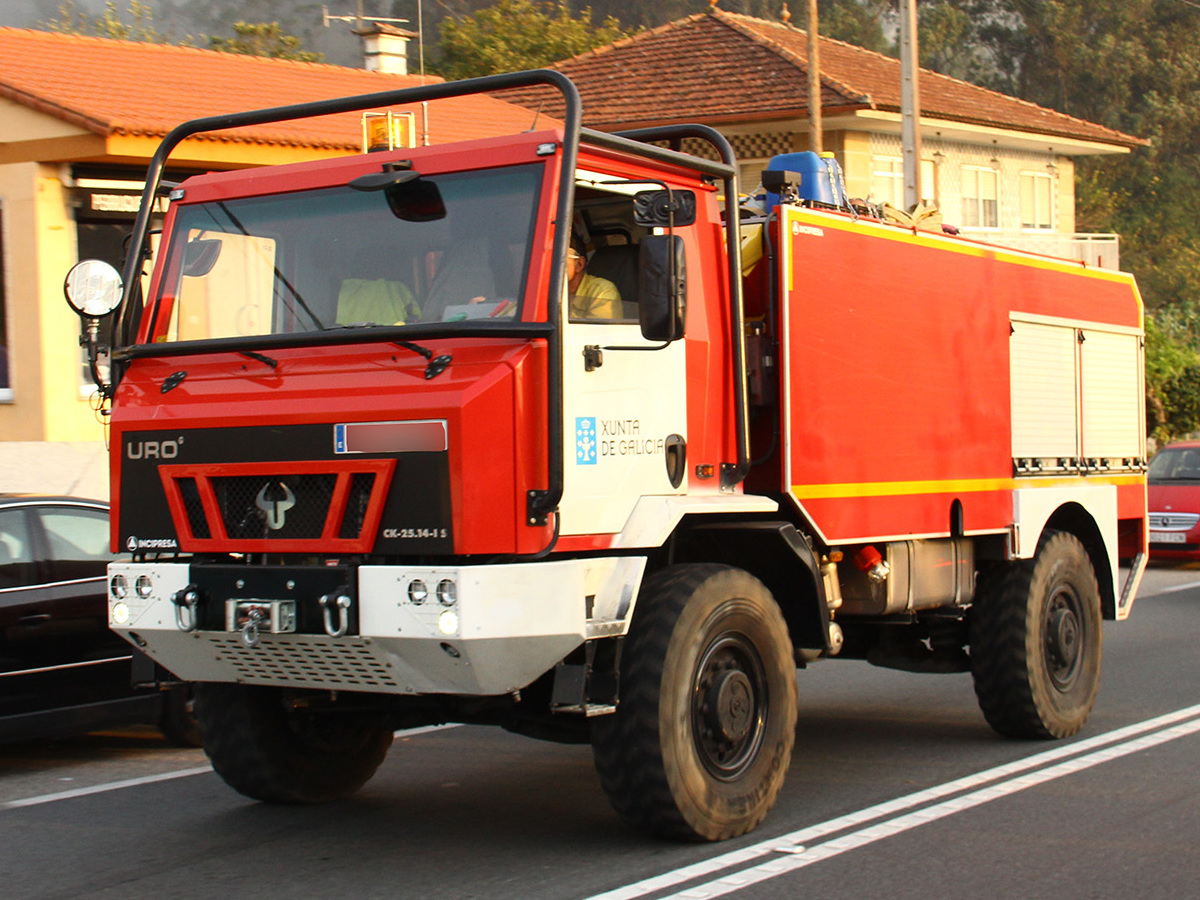
Un camión autobomba URO CK-25.14 IS en Galicia.

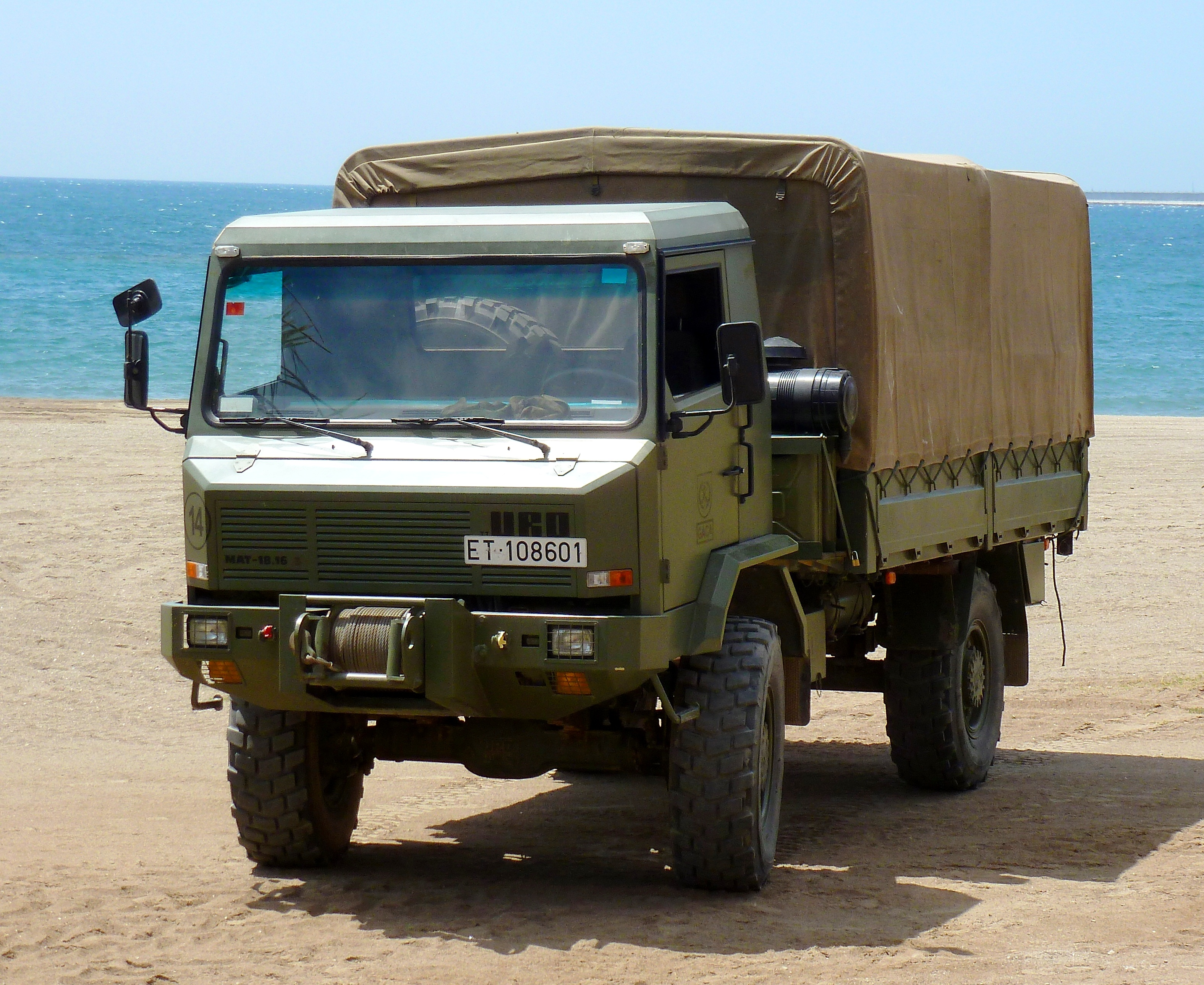
URO MAT-18.16 del Ejército de Tierra español.

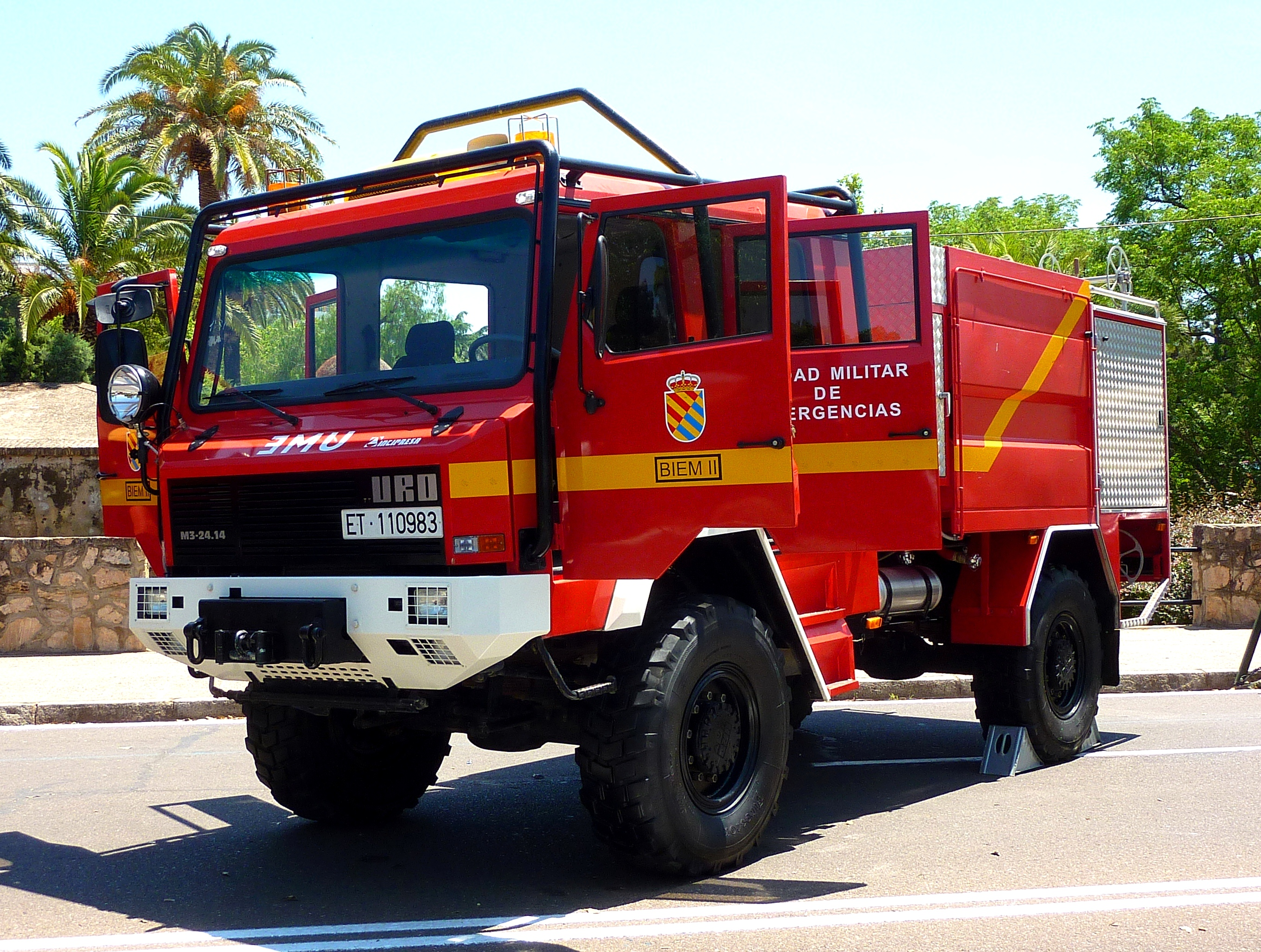
Autobomba BFP 40-106 J-1884 sobre URO M3-24.14 de la Unidad Militar de Emergencias.

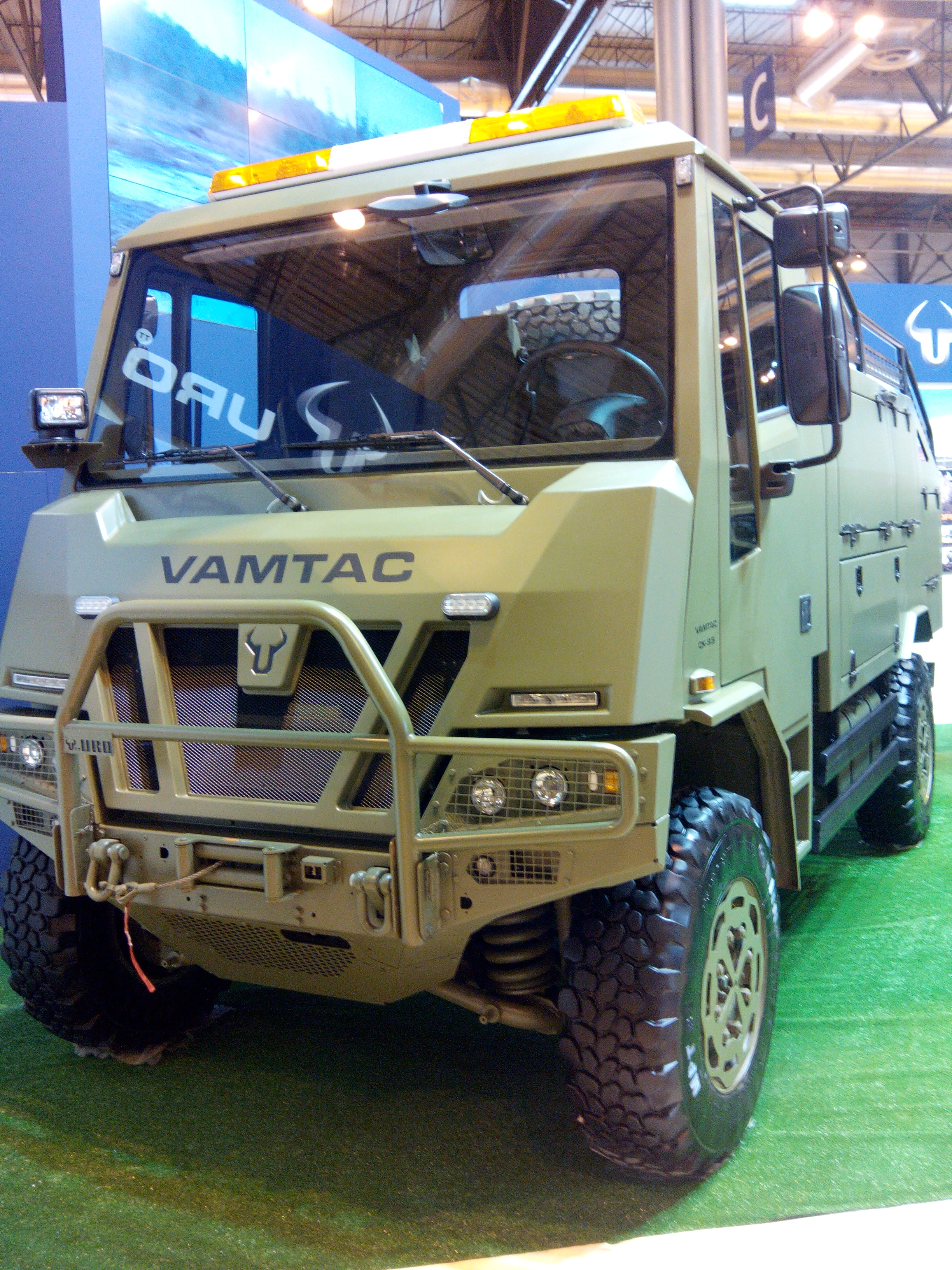
URO VAMTAC SK

UROVESA (URO Vehículos Especiales S.A.) es una compañía automovilística y contratista de defensa española, especializada en la construcción de vehículos especiales de gran tonelaje y capacidad, concretamente todoterrenos y camiones, ubicada en Valga (Galicia). Desde su creación, ha sido uno de los principales contratistas de defensa de las Fuerzas Armadas Españolas.
La empresa debe su nombre al uro, antiguo toro europeo (bos taurus primigenius), especie de la que proceden prácticamente todas las razas domésticas de ganado bovino actuales. Similar al toro de lidia pero de mayores dimensiones (hasta 1300 kg de peso), el uro se extinguió en 1627 en Polonia.

## Historia
UROVESA fue fundada en 1981 por un grupo de antiguos empleados de IPV liderados por el empresario lucense José Sierra Fernández. En 1983 consiguieron situarse como líderes del sector de automóviles 4x4 para la lucha contra el fuego en entornos rurales y forestales, gracias a sus camiones TT URO.
Desde 1984 Urovesa es proveedora oficial del Ejército Español, al ganar el concurso «Declaración de Necesaria Uniformidad». En total, Urovesa ha sido adjudicataria de cinco Declaraciones de Necesaria Uniformidad, y más recientemente de un Acuerdo Marco por 6 años firmado en 2013 con el Ministerio de Defensa.
Actualmente, las Fuerzas Armadas de España disponen de más de un millar de vehículos de esta marca, destacando entre ellos el VAMTAC (Vehículo de Alta Movilidad Táctico), equipado con un motor diésel de 190 CV Steyr.
Desde 1991, una empresa participada por UROVESA, UROMAC, fabrica en Castropol (Asturias) carretillas elevadoras y dumper. Las carretillas mecánicas especiales son usadas igualmente por el Ejército Español, aunque han permitido a la empresa abrirse al sector de la industria, lo que les ha reportado mayores beneficios.
El final de la primera década del siglo XXI fue para UROVESA un periodo de intensa bajada de su volumen de negocio, debido a la bajada de presupuestos públicos sumado a un retraso en la convocatoria de los concursos para adquisiciones de los diferentes clientes.
En 2014, tras recuperar el volumen de ventas previos a la crisis, UROVESA informó a comienzos de febrero su intención de ampliar su suelo industrial para aumentar su volumen de producción. Para ello, entre 2013 y 2014 UROVESA construyó una nueva factoría de 40.000 m² en Valga (Pontevedra) necesaria para poder aumentar la producción debido a la demanda de sus vehículos. El traslado de instalaciones vino motivado por la imposibilidad de ampliar la fábrica ya existente en su sede original del Polígono del Tambre, y al alto precio del suelo industrial disponible en Santiago de Compostela.
En la actualidad UROVESA suministra sus productos a más de veinticinco países en los cinco continentes, convirtiéndola en referente internacional del sector.

## Modelos actuales
Cada modelo de UROVESA tiene multitud de derivados aparte del modelo oficial que se vende. El ejemplo más destacado es el del Vamtac militar, que tiene cerca de 20 configuraciones de carrocería y hasta 75 aplicaciones distintas.
La gama de modelos oficiales puede resumirse de la siguiente forma.

### Gama civil e industrial

#### Vehículos ligeros
- TT URO VAMTAC

#### Camiones
- K3-24.14&16 (Euro 3)
- K6-25.14&16 (Euro 6)
- K5-30.14&16 (Euro 6)

### Gama militar

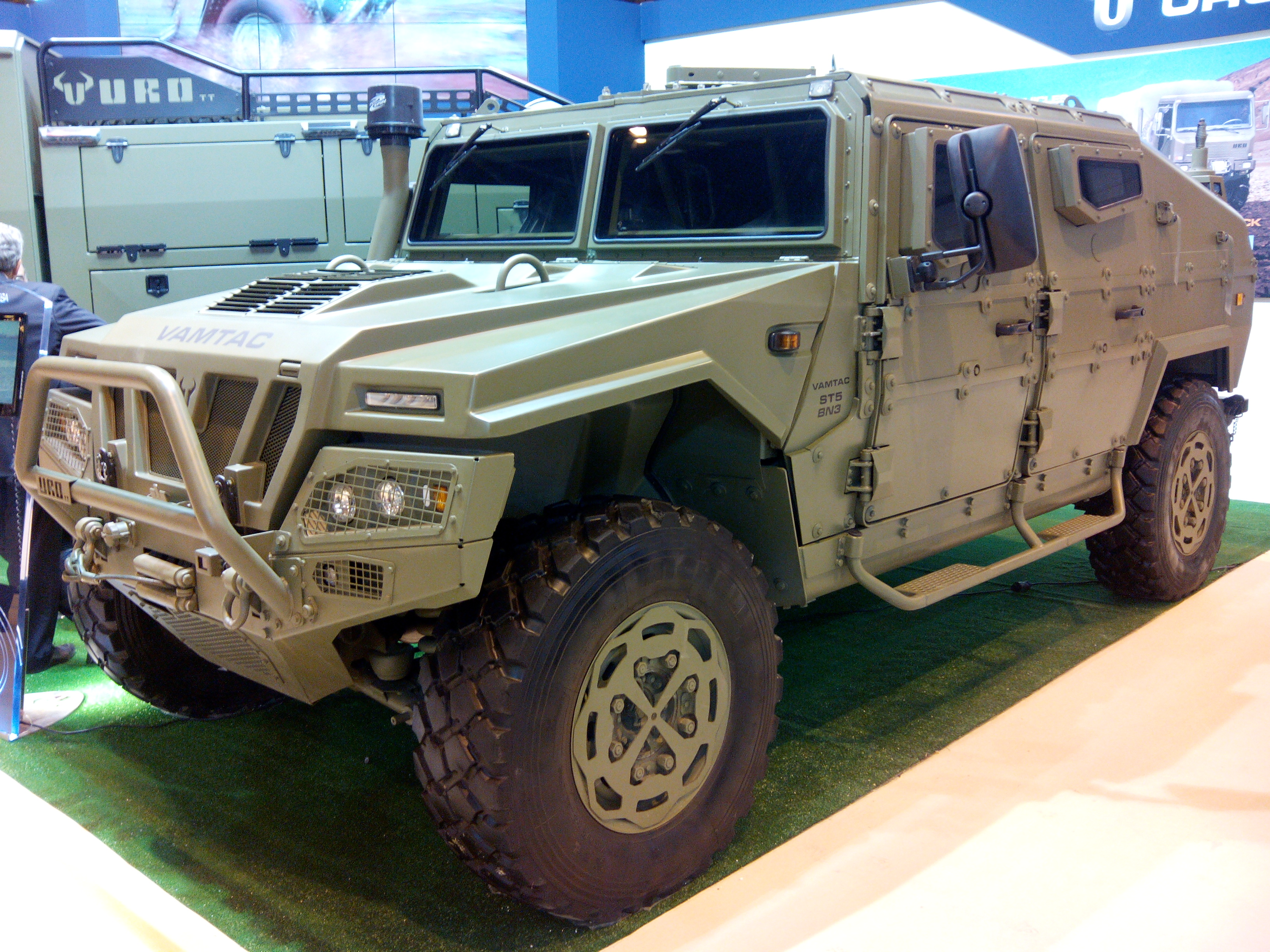
Vehículo militar URO VAMTAC ST5 BN3 expuesto en Homsec 2015.

- URO VAMTAC S3
- URO VAMTAC ST5
- URO VAMTAC SK-95
- K3-24.14&16

## Países que usan vehículos de UROVESA
UROVESA vende sus vehículos en más de veinticinco países, en especial en su gama militar y en mayor medida el URO VAMTAC, aunque también vehículos de la gama civil que se suelen destinar a servicios de emergencias.
El país al que UROVESA ha vendido más vehículos es a España, a sus Fuerzas Armadas, las cuales cuentan con más de un millar de vehículos de la marca URO, y siguen comprando anualmente un número variable de vehículos dependiendo de los presupuestos del Ministerio de Defensa de España cada año.
Otro país que posee una cantidad considerable de vehículos URO es Marruecos, cuyas Fuerzas Armadas tienen alrededor de 1500 vehículos URO en su flota.
Aunque otros países como Malasia también han comprado vehículos de la firma, en menor número, en el caso de este país asiático fueron 18 todo terrenos en 2013 que ultimaron un contrato de un centenar de vehículos por un valor total de 20 millones de euros.
En 2009, UROVESA estuvo en el Idex 2009 (una de las ferias más importantes del sector), acontecimiento al que asistió con la intención de afianzar una cuota de mercado en Oriente Medio. Aunque el stand de UROVESA recibió muchas visitas, algo más de las esperadas, más tarde no recibieron un igual número de pedidos.
En Paraguay, tras una visita de algunos oficiales de sus fuerzas armadas en 2016 a unos astilleros navales de la ciudad de Vigo así como a la fábrica de UROVESA situada en Valga, ambas en la provincia de Pontevedra (en Galicia, al norte de España) en el que comprobaron personalmente el funcionamiento, características y capacidad de uso y extraordinaria respuesta del modelo VAMTAC St5 enfrentándose contra terreno agreste muy desfavorable en una pista de pruebas 4×4 propiedad de la compañía. Decantando definitivamente la balanza de adquisición de los vehículos 4×4 URO VAMTAC St5. Descartando a sus competidores aun siendo la opción más cara de las presentadas a las autoridades paraguayas que reconocieron al St5 como el mejor en robustez, manejo, fiabilidad y maniobrabilidad como vehículo 4×4 en cualquier terreno en el que destaca circular sin problemas totalmente sumergido bajo el agua y poder atacar pendientes prácticamente verticales.
En Argentina la Administración de Parques Nacionales adquirió 60 vehículos autobomba UROVESA. Son utilizados para el control de incendios forestales en muchos parques nacionales del país como Los Alerces, Lanín, Nahuel Huapi, entre otros.
Las fuerzas armadas portuguesas firmaron un contrato a través de la Agencia de Apoyo y Operaciones de la OTAN en 2018 con la compañía española para suministrar 139 vehículos de distintas configuraciones (107 de transporte de personal, 13 ambulancias, 12 para operaciones especiales y 7 de mando) para las Brigadas de Reacción Rápida y de Intervención del Ejército portugués entre 2019 y 2020.